# Johann Sass
Johann Sass (* 22. Dezember 1867 in Koldenbüttel/Nordfriesland; † 19. August 1951 in Regensburg) war ein deutscher Bibliothekar und Beamter des Auswärtigen Amtes.

## Wirken
Johann Sass studierte nach seiner Reifeprüfung 1887 in Hamburg-Wandsbek Germanistik und Geschichte an der Universität Freiburg/Br. und der Universität Berlin, wo er im Jahre 1892 bei dem Mediävisten Karl Weinhold promovierte. Von 1892 bis 1902 war er als Bibliothekar an der Universitätsbibliothek Kiel tätig, wechselte dann bis 1906 an die Universitätsbibliothek Berlin. Von 1906 bis zu seinem Ruhestand 1933 arbeitete er an der Bibliothek des Auswärtigen Amtes und wurde als Vortragender Legationsrat ihr Vorstand. Hier legte er u. a. eine Sammlung von Literatur aus und über den Ersten Weltkrieg an. Als Nachfolger von Hermann Meyer-Rodehüser leitete Sass ab 1926 außerdem das Politische Archiv des Auswärtigen Amtes. Von 1930 bis 1933 vertrat er die Reichsregierung im Verwaltungsrat der Deutschen Bücherei in Leipzig.
Besonders verdient machte sich Sass durch sein 1928 veröffentlichtes Buch über „Die deutschen Weißbücher zur auswärtigen Politik“. Im gleichen Jahr verlieh ihm die Juristische Fakultät der Universität Königsberg die Ehrendoktorwürde.

## Schriften
- Zur Kultur- und Sittengeschichte der sächsischen Kaiserzeit. Ein Beitrag zu den deutschen Privataltertümern. Dissertation Universität Berlin 1892 (Digitalisat).
- Zur Geschichte der Bibliothek des Auswärtigen Amtes. In: Zentralblatt für Bibliothekswesen, Bd. 29 (1912), S. 1–19 (Digitalisat).
- Geheime Kriegsdrucksachen. In: Mitteilungen / Verband Deutscher Kriegssammlungen, H. 1 (1919), S. 17–19.
- Bücher in Akten. In: Zentralblatt für Bibliothekswesen, Bd. 41 (1924), S. 463–470 (Digitalisat).
- Die deutschen Weißbücher zur auswärtigen Politik 1870–1914. Geschichte und Bibliographie. De Gruyter, Berlin 1928.
- Die 27 deutschen Parteien 1930 und ihre Ziele. Himmelheber, Hamburg 1930.
- Hermann von Balan als Diplomat und Schriftsteller. In: Preußische Jahrbücher, Bd. 222 (1930), S. 241–265.